# Casa Kuschel
La Casa Kuschel-Kneer o Casa Kuschel es un monumento histórico localizado en la ciudad de Puerto Varas, Región de Los Lagos, Chile. Su data de construcción se remonta aproximadamente al período comprendido entre 1915 y 1917, y su estilo es ecléctico; mientras que representa «uno de los ejemplos más relevantes de la tipología Chalet del Lago Llanquihue».
Pertenece al conjunto de monumentos nacionales de Chile desde el año 1992 en virtud del Decreto Supremo 290 del 4 de junio del mismo año; se encuentra en la categoría «Monumentos Históricos».

## Historia

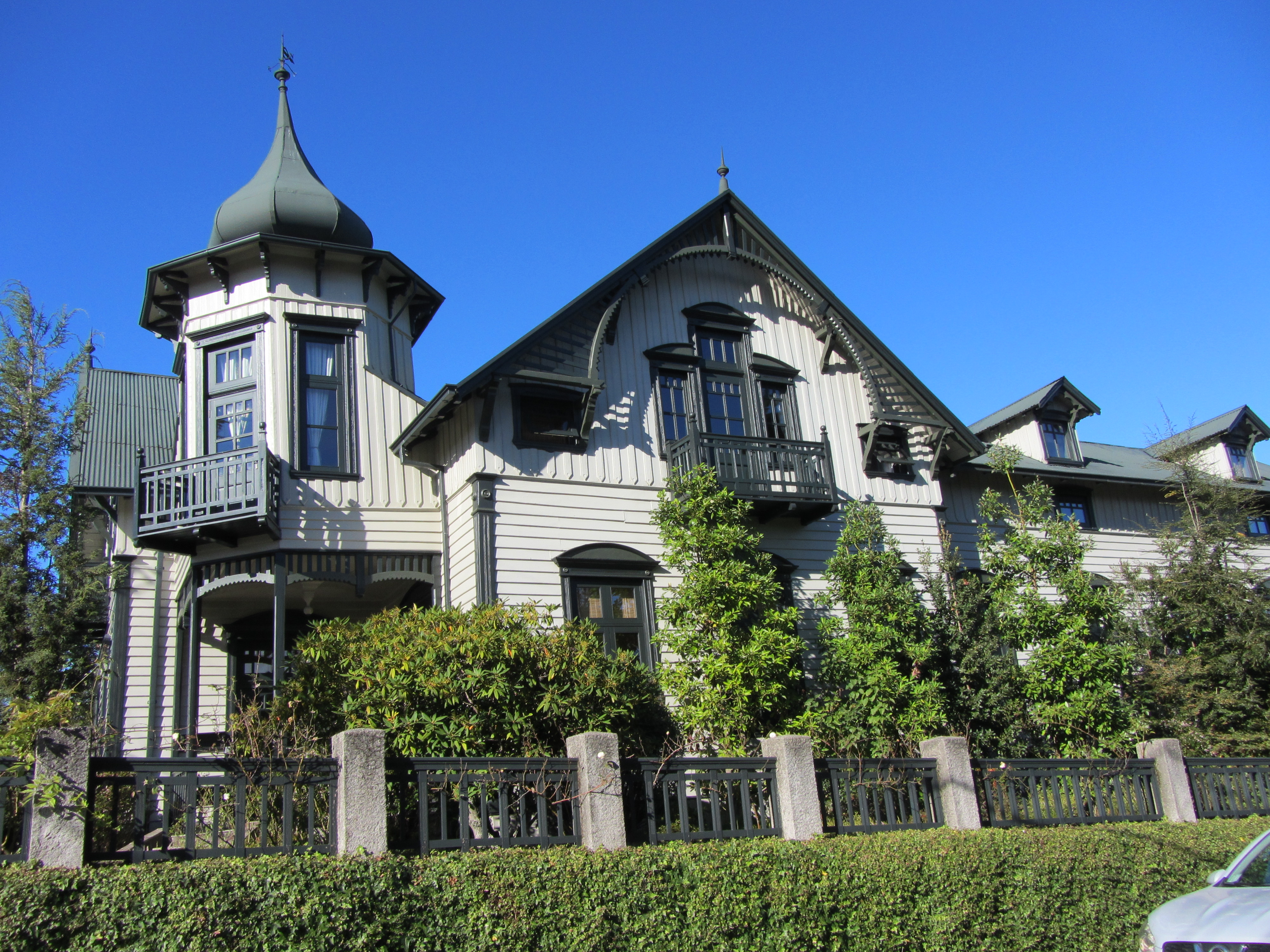
Vista lateral de la Casa Kuschel.

La construcción al estilo mansión o casona fue encargada inicialmente por Bernardo Kuschel para ser destinada a uso residencial. Junto a las casas Götschlich, Jüpner, Maldonado, Yunge y Raddatz, es uno de los «pocos ejemplares todavía existentes en Puerto Varas que corresponden a los primeros inmuebles desarrollados por los colonizadores alemanes, quienes comenzaron a llegar a esta zona aledaña al Lago Llanquihue a mediados del s. XIX».
La construcción se encuentra ubicada en un terreno con una superficie de 1168,1 m², mientras que la casona propiamente tal tiene 796,6 m² de superficie aproximada. Cuenta con un nivel, soberado y subterráneo, mientras que su construcción «se puede sintetizar como la articulación de dos volúmenes en torno a un torreón». La edificación «posee características formales singulares propias del periodo ecléctico: barroco babaro en el torreón, neogótico en los soportes de los aleros y cenefas, y neoclásico en tratamiento de ventanas».
Actualmente la Casa Kuschel pertenece a la Fundación Pumalín (anteriormente de Douglas Tompkins) y es sede de las oficinas en Puerto Varas del Parque Pumalín.